# Albania (Santander)
Pour les articles homonymes, voir Albania.
Albania est une municipalité située dans le département de Santander en Colombie.